# Poa aurigae
Poa aurigae är en gräsart som beskrevs av Jan Frederik Veldkamp. Poa aurigae ingår i släktet gröen, och familjen gräs. Inga underarter finns listade i Catalogue of Life.